# Pachycondyla fossigera
Pachycondyla fossigera är en myrart som först beskrevs av Mayr 1901.  Pachycondyla fossigera ingår i släktet Pachycondyla och familjen myror. Inga underarter finns listade i Catalogue of Life.

## Bildgalleri

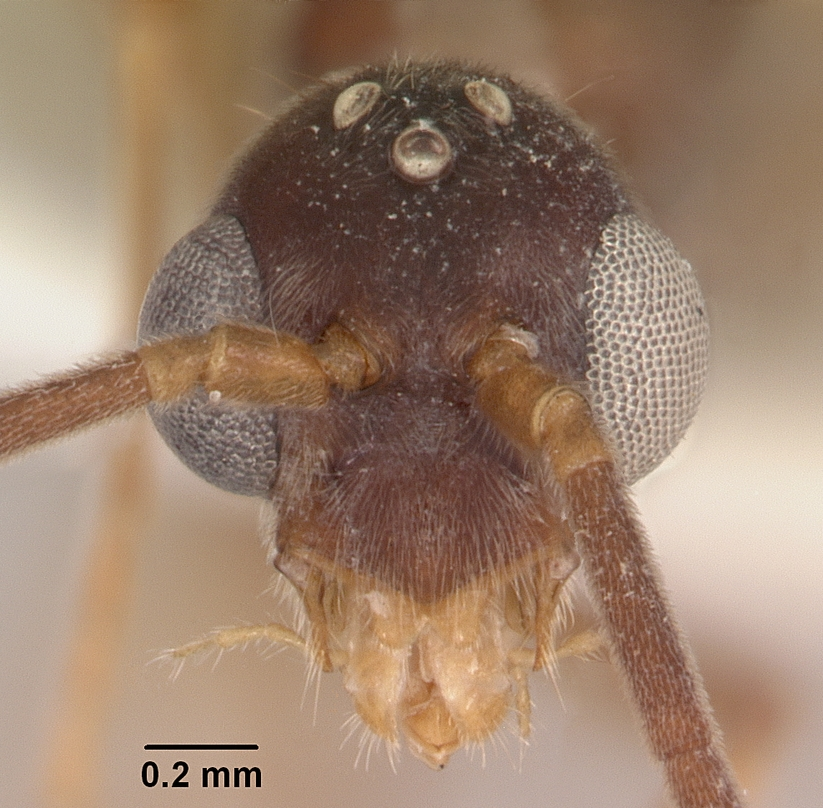
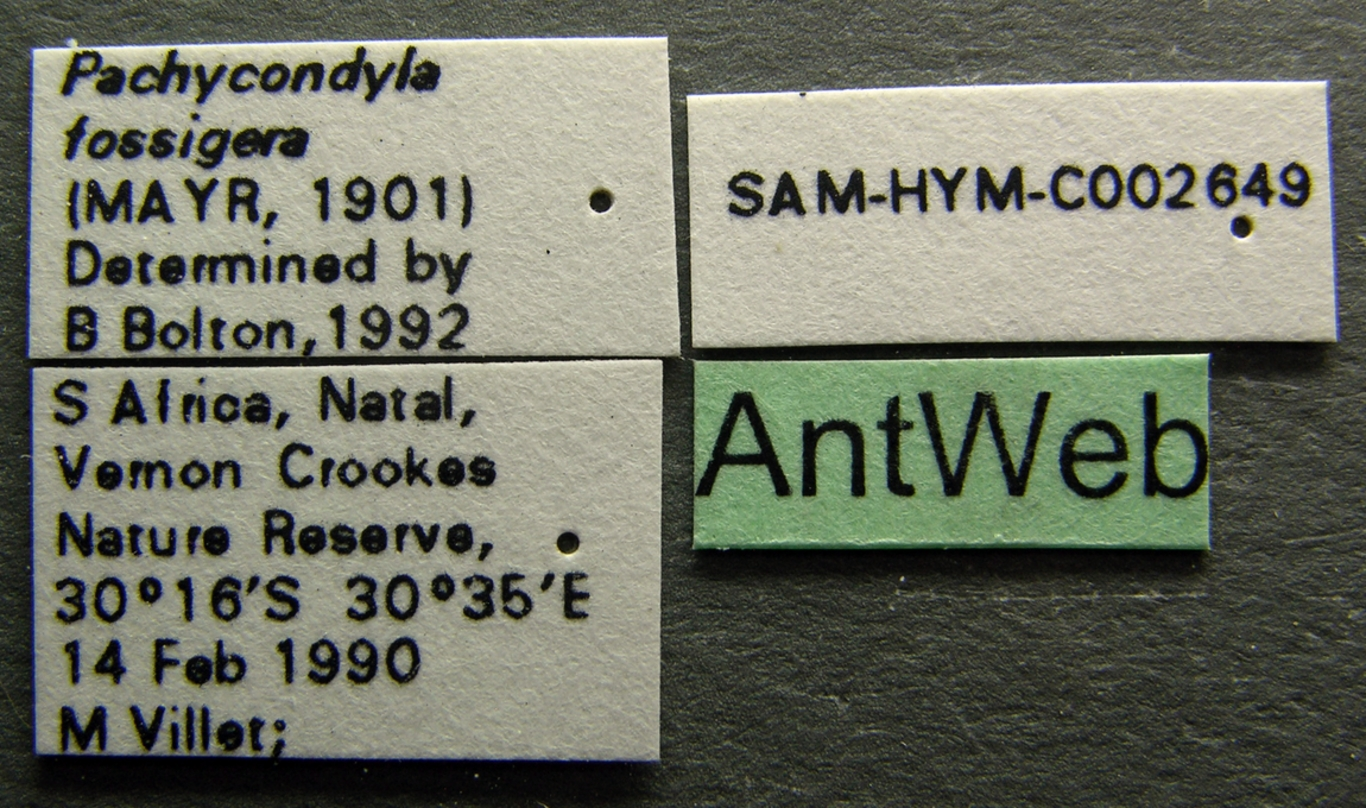
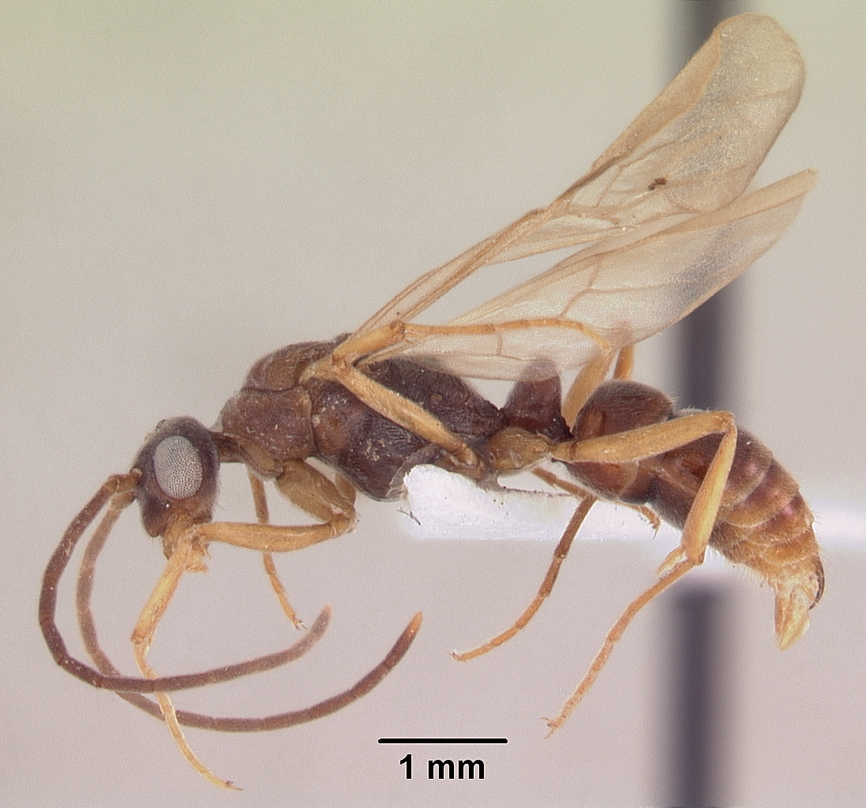
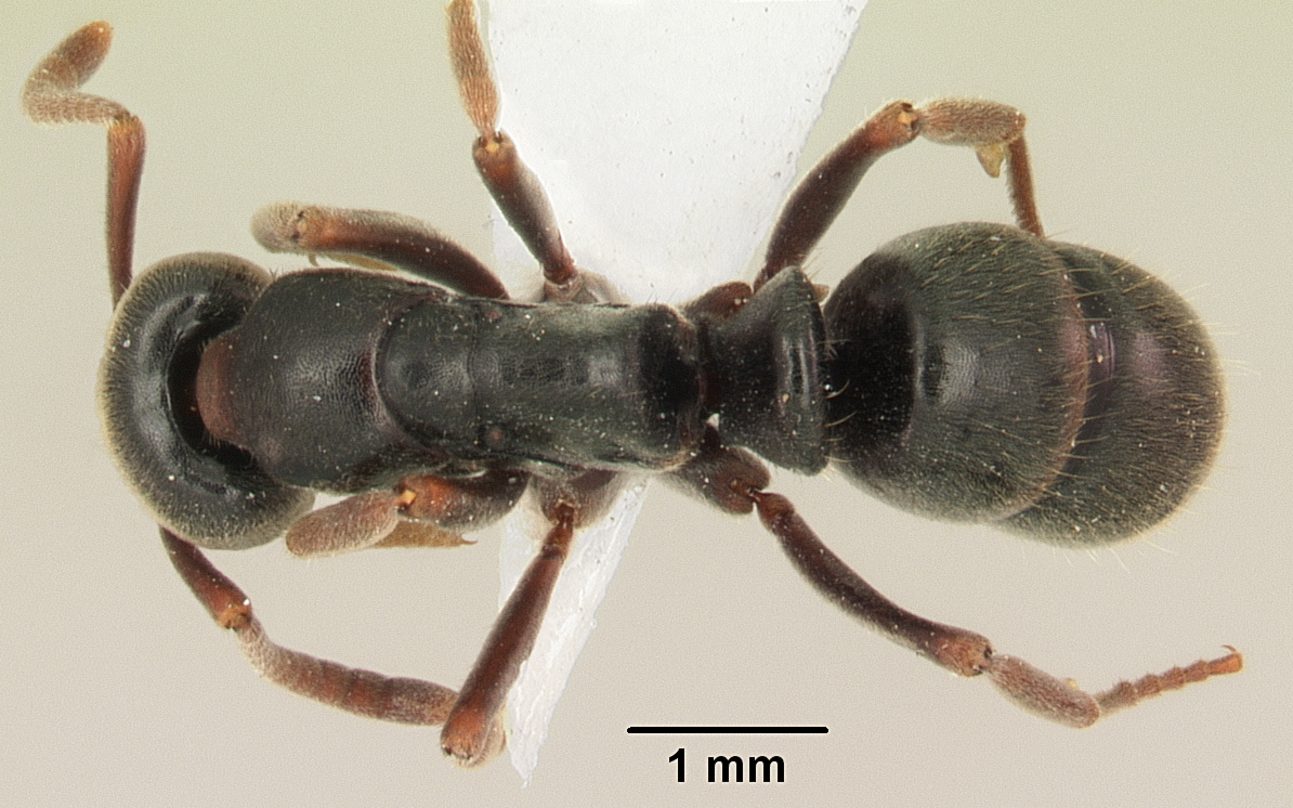
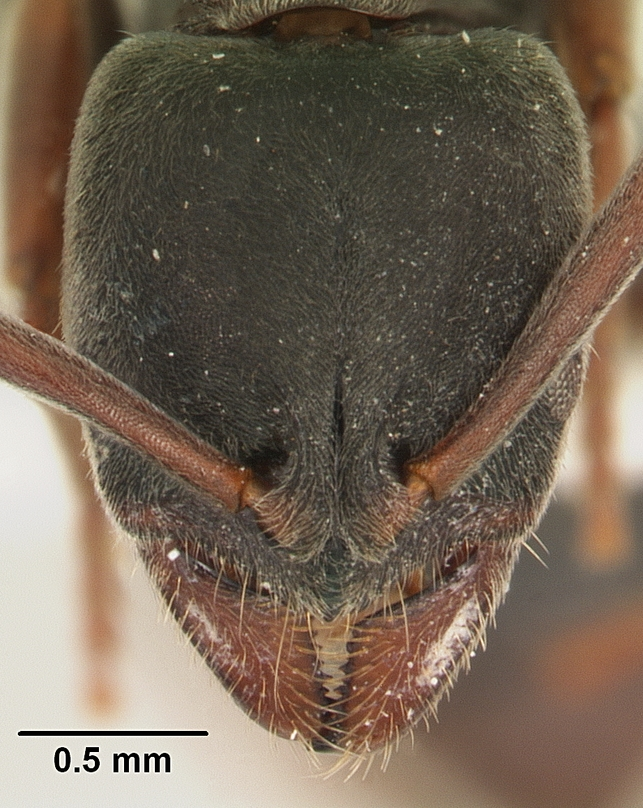
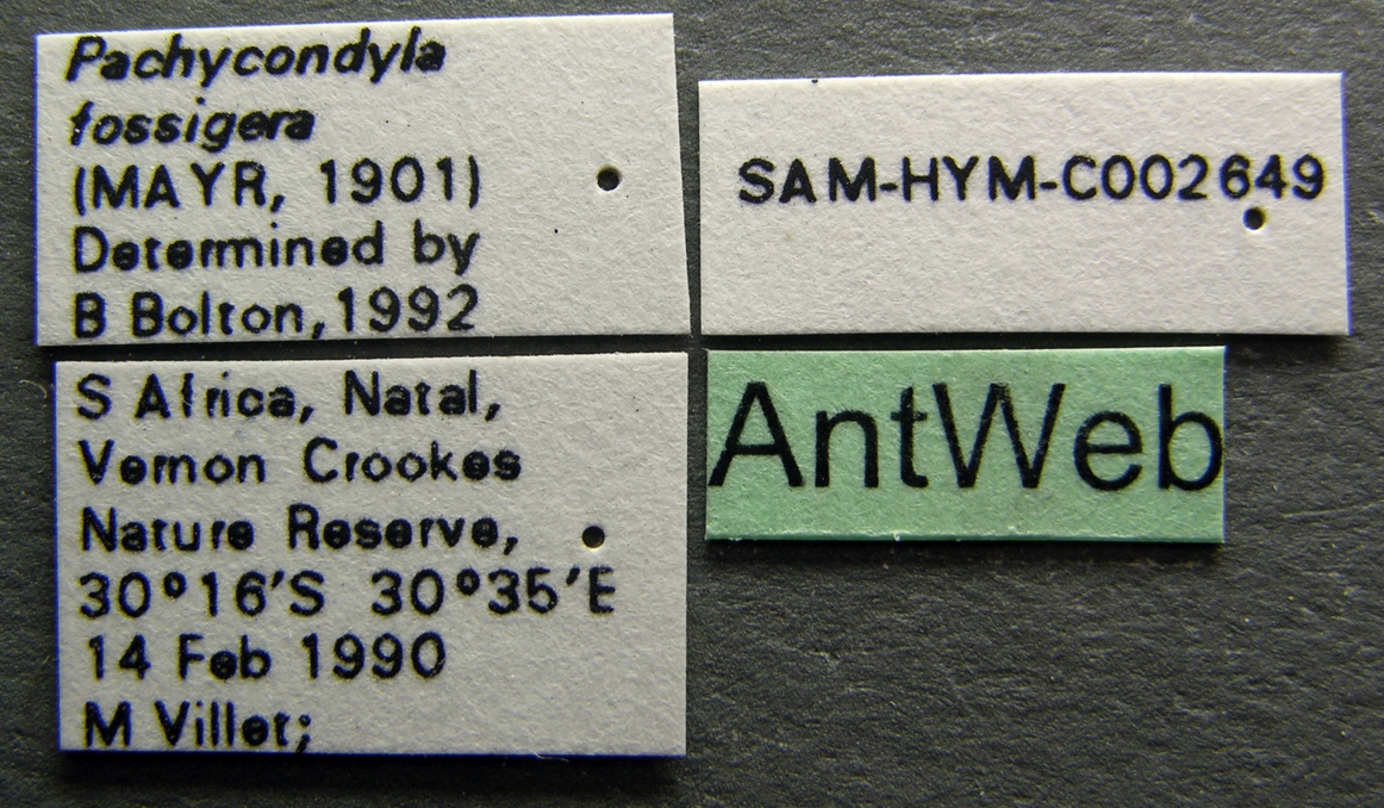